# Change (In the House of Flies)
Change (In the House of Flies), ibland bara kallad Change, är en låt och en singel av det amerikanska alternativ metal-bandet Deftones.
Singeln var den första från albumet White Pony, som släpptes 2000, är förmodligen bandets mest hyllade låt.

## Musikvideo
Videon till Change, som är regisserad av Liz Friedlander, visar hur bandet uppträder på en fest, där gästerna bär djurliknande ansiktsmasker.

## Låtlista
Alla låtar är skrivna av Deftones om inte annat anges.
1. "Change (In the House of Flies)" – 6:00
2. "Crenshaw" – 4:49
3. "No Ordinary Love" – 5:33 (Adu/Matthewman)

## Kulturella referenser
Låten medverkar i filmerna De fördömdas drottning, Little Nicky och Cooler's Revenge.
Den spelades också i en avsnitt av serien Alias.
Bandet Ayria har gjort en cover på låten.